# TIKI BUN / Shabadaba Doo~/ Mikaeri Bijin
TIKI BUN / Shabadaba Doo~ / Mikaeri Bijin (TIKI BUN／シャバダバ ドゥ〜／見返り美人 TIKI BUN / Shabadaba Doo~ / Belleza Colateral?) es el 57.º sencillo de Morning Musume '14. Lanzó el 15 de octubre de 2014 en 6 ediciones: 2 regulares y 4 limitadas. Las primeras impresiones de las ediciones regulares vienen con una carta coleccionable aleatoria de 11 tipos dependiendo de la versión (22 en total). Las ediciones limitadas vienen con un ticket de lotería de evento. Es el último sencillo de Sayumi Michishige en el grupo.

## Lista de Canciones

### CD
- TIKI BUN
- Shabadaba Doo~ - Michishige Sayumi
- Mikaeri Bijin - 9.ª, 10.ª & 11.ª Generación
- TIKI BUN (Instrumental)
- Shabadaba Doo~ (Instrumental)
- Mikaeri Bijin (Instrumental)

### DVD Edición Limitada A
- TIKI BUN (Vídeo Musical)

### DVD Edición Limitada B
- Shabadaba Doo~ (Vídeo Musical)

### DVD Edición Limitada C
- Mikaeri Bijin (Vídeo Musical)

### DVD Edición Limitada D
- TIKI BUN (Dance Shot Ver.)
- TIKI BUN (Making of)

### Event V "TIKI BUN"
- TIKI BUN (Michishige Sayumi Solo Ver.)
- TIKI BUN (Fukumura Mizuki Solo Ver.)
- TIKI BUN (Ikuta Erina Solo Ver.)
- TIKI BUN (Sayashi Riho Solo Ver.)
- TIKI BUN (Suzuki Kanon Solo Ver.)
- TIKI BUN (Iikubo Haruna Solo Ver.)
- TIKI BUN (Ishida Ayumi Solo Ver.)
- TIKI BUN (Sato Masaki Solo Ver.)
- TIKI BUN (Kudo Haruka Solo Ver.)
- TIKI BUN (Oda Sakura Solo Ver.)

### Event V "Shabadaba Doo~"
- Shabadaba Doo~ (Close-up Ver.)
- Shabadaba Doo~ (Dance Shot Ver.)
- Shabadaba Doo~ (Making of)

### Event V "Mikaeri Bijin"
- Mikaeri Bijin (Fukumura Mizuki Solo Ver.)
- Mikaeri Bijin (Ikuta Erina Solo Ver.)
- Mikaeri Bijin (Sayashi Riho Solo Ver.)
- Mikaeri Bijin (Suzuki Kanon Solo Ver.)
- Mikaeri Bijin (Iikubo Haruna Solo Ver.)
- Mikaeri Bijin (Ishida Ayumi Solo Ver.)
- Mikaeri Bijin (Sato Masaki Solo Ver.)
- Mikaeri Bijin (Kudo Haruka Solo Ver.)
- Mikaeri Bijin (Oda Sakura Solo Ver.)
- Mikaeri Bijin (Making of)

## Logros
- Grupo: Octavo sencillo en cadena en conseguir el certificado ORO.

- Grupo: Michishige Sayumi - El miembro de Morning Musume que ha aparecido más veces en los singles con el grupo (rompiendo su propio récord, además de llevar más de 11 años que en aquel entonces Risa Niigaki, le había superado a Ai Takahashi, y ser la última chica de la Platinum Era (2007-2010))

- Nacional: Primer grupo femenino en sacar 57 sencillos.

- Nacional: Primer grupo femenino en tener 57 sencillos que debutan en el Top 10 del Oricon.

## Miembros Presentes
- 6.ª Gen: Sayumi Michishige (último sencillo)

- 9.ª Gen: Mizuki Fukumura, Erina Ikuta, Riho Sayashi, Kanon Suzuki

- 10.ª Gen: Haruna Iikubo, Ayumi Ishida, Masaki Sato, Haruka Kudo

- 11.ª Gen: Sakura Oda